# 尼尔斯·霍纳
尼尔斯·霍纳（Nils Horner，1962年12月5日—2014年3月11日），是一名瑞典记者和瑞典广播电台通讯记者，并担任电台亚洲地区社长。
他出生于布罗斯，并在大量战争和灾难地区进行过报道。2001年，他获得马克斯奥兰德奖。
2014年3月11日，他在阿富汗喀布尔地区采访时，被枪杀。